# 滋賀県災害拠点病院
滋賀県災害拠点病院（しがけんさいがいきょてんびょういん）とは、滋賀県にある災害時の救急医療の拠点となる病院である。滋賀県では大津赤十字病院を基幹災害医療センターとして、現在全7つの二次医療圏に10カ所の災害拠点病院が指定されている。

## 概要
県内や近県で災害が発生し、通常の医療体制では被災者に対する適切な医療を確保することが困難な状況となった場合に、滋賀県知事の要請により傷病者の受け入れや医療救護班の派遣等を行う。2010年3月5日、大津保健医療圏の滋賀医科大学医学部附属病院が新たに指定を受けた。

## 拠点病院の条件
- 建物が耐震耐火構造であること。
- 資器材等の備蓄があること。
- 応急収容するために転用できる場所があること。
- 応急用資器材、自家発電機、応急テント等により自己完結できること。（外部からの補給が滞っても簡単には病院機能を喪失しないこと）
- 近接地にヘリポートが確保できること。

## 病院一覧
| 病院名                       | 住所                     | DMAT | 救命 | 2次医療圏 |
| 大津赤十字病院               | 大津市長等1丁目1-35      | ○    | ○    | 大津      |
| 大津市民病院                 | 大津市本宮2丁目9-9       | ○    |      | 大津      |
| 滋賀医科大学医学部附属病院   | 大津市瀬田月輪町         | ○    |      | 大津      |
| 済生会滋賀県病院             | 栗東市大橋2-4-1          | ○    | ○    | 湖南      |
| 淡海医療センター             | 草津市矢橋町1660         | ○    |      | 湖南      |
| 公立甲賀病院                 | 甲賀市水口町松尾1256番地 | ○    |      | 甲賀      |
| 近江八幡市立総合医療センター | 近江八幡市土田町1379     | ○    | ○    | 東近江    |
| 彦根市立病院                 | 彦根市八坂町1882         | ○    |      | 湖東      |
| 長浜赤十字病院               | 長浜市宮前町14番7号      | ○    | ○    | 湖北      |
| 高島市民病院                 | 高島市勝野1667           | ○    |      | 湖西      |